# El águila de la novena legión
El águila de la novena legión es una novela escrita por la autora británica Rosemary Sutcliff y publicada en 1954. Es la obra más conocida de esta escritora y ha sido traducida a veintiún idiomas entre los que la versión en español salió a la luz en 2008 traducida por Francisco García Lorenzana.
Se enmarca dentro de la literatura juvenil de aventuras aunque, por su temática y estilo, ha sido apreciada por lectores de todas las edades.

## Autora
Rosemary Sutcliff fue una escritora británica que produjo su obra durante la segunda mitad del siglo XX. Sufrió desde niña de artritis juvenil idiopática que le obligó a usar silla de ruedas durante su vida. Sus padres fueron personas encerradas en sí mismas lo que unido a la circunstancia anterior, la condujeron a pasar una infancia y adolescencia solitarias.
Su madre era muy aficionada a las leyendas nórdicas y británicas por lo que le leía habitualmente obras de esta temática durante su infancia. Su tío Harold, quien  trabajó en la India, también le relataba historias sobre su vida en ese país.
Sutcliff publicó más de cincuenta libros durante su dilatada trayectoria. Comenzó a escribir en 1950 y mantuvo constante su actividad literaria hasta su muerte en 1992. Se especializó en literatura juvenil y sus obras en este género le valieron el nombramiento como Oficial de la Orden del Imperio Británico en 1975 y como Dama Comendadora de la misma orden en 1992.

## Trasfondo histórico de la obra

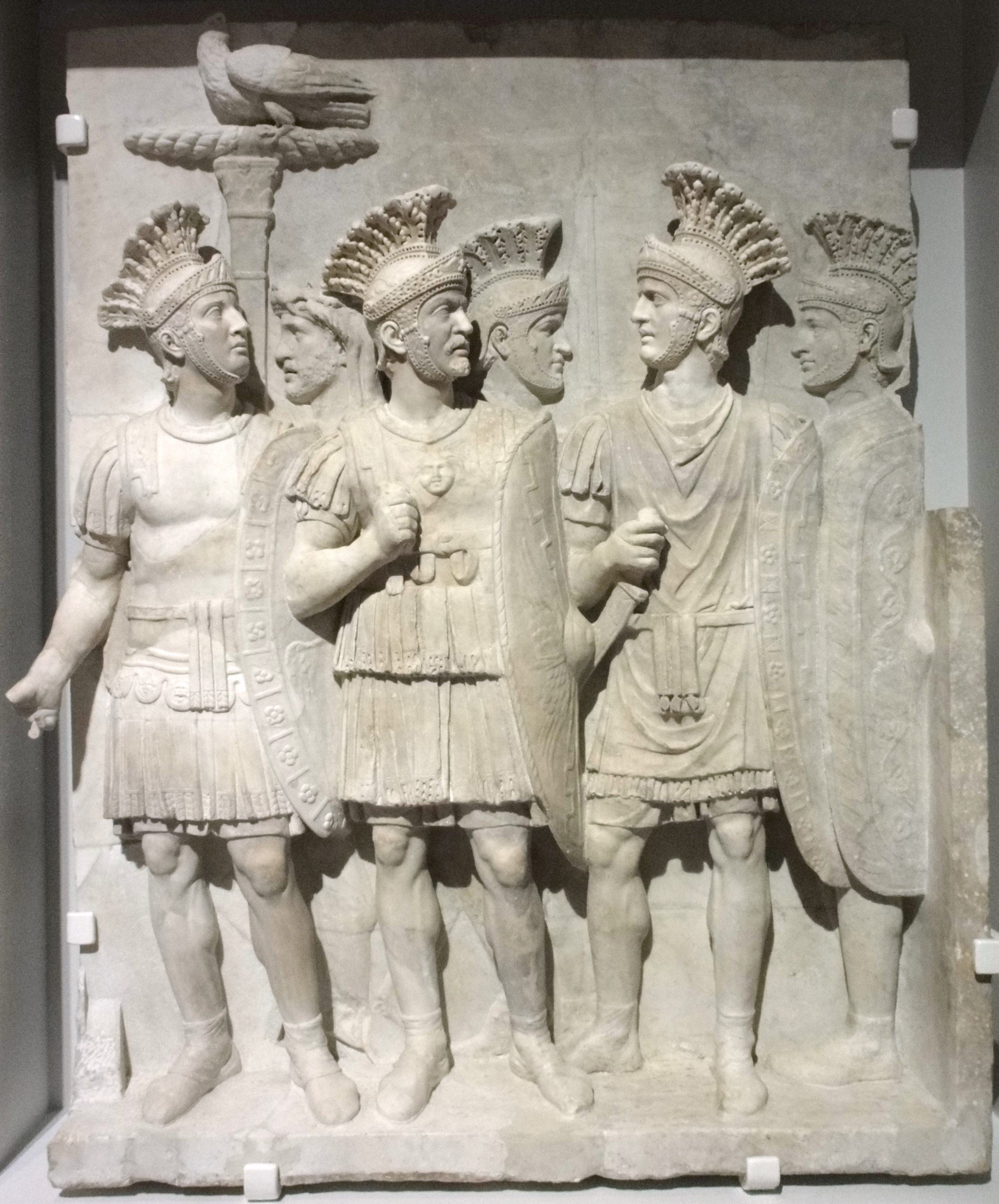
Relieve del arco de Claudio presentando a soldados romanos con el estandarte del águila romana.

La conquista romana de Britania iniciada por el emperador Claudio en el año 43 pasó por varias fases hasta que a principios del siglo II se estabilizó renunciando a su continuación por el territorio de la actual Escocia.
Una de las legiones que participaron en la campaña fue la Legio IX Hispana de la cual no se tuvieron registros de su presencia en Britania a partir del año 108. Por otro lado, en una relación de las legiones del imperio realizada en Roma en el año 162 no se incluye a esta unidad. Estos hechos dieron lugar al surgimiento de leyendas sobre cuál habría sido su destino. La más popular relataba que había sido aniquilada por los pictos tras internarse dentro de su territorio. Sutcliff utilizó para su libro el trasfondo de  esta leyenda tras inspirarse en la denominada «águila de Silchester» que fue encontrada en unas excavaciones arqueológicas en el siglo XIX.

## Trama de la novela
La novela relata las aventuras de Marco Flavio Aquila, un oficial romano cuyo padre era el centurión que portaba el águila de la novena legión cuando esta desapareció misteriosamente en Escocia, fuera del territorio controlado por los romanos.
El joven Marco ingresa en el ejército y es destinado a Britania como comandante de un puesto fortificado. Al poco de incorporarse a su unidad, el fuerte es atacado por rebeldes britanos y Marco es herido gravemente. Aunque sobrevive, queda incapacitado para continuar su carrera militar.
Marco se retira a vivir en la villa de su tío Aquila para recuperarse de sus lesiones. Allí traba amistad con nuevos compañeros: Esca, un joven esclavo britano; Cottia, una chica britana que no le gusta el modo de vida romano que su familia le obliga a seguir; y finalmente, Cub, un lobo que Marco recoge cuando es un cachorro y que se convierte en su mascota fiel.
Un día llegan rumores a la villa de Aquila los cuales hablan sobre un objeto que representa un águila y que ha sido visto en el norte, fuera del territorio controlado por los romanos. Marco piensa que es el estandarte de la legión desaparecida por lo que decide partir para buscarlo y averiguar también qué ocurrió con su padre y su unidad. Le acompaña Esca quien ha sido manumitido. Ambos se enfrentan a un peligroso viaje: tendrán que recorrer las tierras escocesas buscando información sobre lo que le ocurrió a la novena legión y la localización del águila. Luego tendrán que conseguir volver vivos a territorio romano.

## Elementos destacados de la obra
La obra contiene varios elementos que serán comunes en muchos libros de Sutcliff. El principal es que la amistad entre los personajes principales está por encima de los mundos de los que provienen, antagónicos en este caso. Marco pertenece a los conquistadores de la isla, mientras que Esca es un britano que perdió su familia y su libertad a manos de los romanos.
La superación de la adversidad y la soledad también quedan reflejadas en la novela. Marco queda en muy mal estado físico tras ser herido, y tiene que vencer esta situación para poder enfrentarse a la aventura. Su existencia solitaria en casa de su tío la supera uniéndose a otros que también la padecen: Esca, quien ha perdido su mundo y su familia; Cottia, que no quiere integrarse en el modo de vida romano; y finalmente Cub, el cachorro de lobo que es rescatado tras perder a su madre a manos de los cazadores. La autora también tuvo que sobreponerse a una existencia marcada por su enfermedad desde niña. Igualmente, tuvo una infancia y adolescencia solitarias a causa de los continuos cambios de destino de su padre y la forma de ser de sus progenitores.
La lealtad está asimismo presente en la narración: Marco está dispuesto a correr graves riesgos con tal de restablecer el honor de su padre; Esca tiene la oportunidad de abandonarlo, quedarse con los nativos que no están sometidos a Roma, y no lo hace; y Cub, el cachorro, retorna con él a pesar de que le dan la libertad para volver al bosque. Finalmente, tras su aventura, Marco decide permanecer en Britania junto a sus amigos en lugar de volver a su mundo en Italia.

## Acogida de público y crítica
La novela tuvo una muy buena acogida entre el público y la crítica gracias a su prosa de gran calidad y los elementos presentes en la narración. Charlotte Higgins, jefa del área de cultura del periódico The Guardian afirmaba que la había leído docenas de veces. La periodista colaboradora de The Sunday Times, Helen Hawkins, destacaba la valentía e integridad que caracterizan a sus personajes así como la amistad entre ellos. Afirmaba también, que eran un modelo de cómo deben ser las buenas personas. Con motivo de su traducción al español en el 2008, el crítico Jacinto Antón resaltaba su ágil lectura así como su lirismo y delicadeza.
Para el año 2011 el libro había vendido más de un millón de ejemplares y había sido traducido a veintiún idiomas. En la página de internet Goodreads alcanzó en 2016 una calificación de 3,91 sobre 5 tras más de 3000 valoraciones.

## Adaptaciones en televisión y cine
La novela fue adaptada a la televisión en una serie de la BBC que fue rodada en Aberdeenshire a mediados de los años 70. La serie se emitió en 1977 y constaba de 6 capítulos.
En 2011 se lanzó la película «The Eagle» basada en esta obra y que fue dirigida por Kevin Macdonald. En España se estrenó el 8 de abril del mismo año con el título «La legión del águila».